# Mursten
Mursten er et byggemateriale af brændt ler. Stenene er typisk retvinklede og lægges i rækker forskudt oven på hinanden med mørtel som bindemiddel, så de danner en mur. Stenene lægges med enten siden eller enden fremme i muren i forbandt (fra Tysk: verband ~ forbindelse). De gennemgående sten tjener som forbindelse/forstærkning.

## Størrelser af mursten
Standardstørrelsen på mursten varierer fra land til land. I Danmark anvendes et standardmål på 228x108x54 mm (lxbxh). Det er denne størrelse, der normalt leveres ved bestilling hos et teglværk. På tegnebrættet, vil man i forbindelse med opførelse af byggeriet, benytte et modulmål der er 1/4 sten = 48 mm + 12 mm fuge dvs., at en 1/4 sten (petring) er 60 mm, ½ sten (kop) 120 mm, en 3/4 sten (trekvarter) 180 mm samt 1/1 sten 240 mm. Desuden vil man opmure med en skiftehøjde (lag af mursten) med 3 skifter på 200 mm. På byggepladsen vil man på stedet afkorte de nødvendige sten. Dette gøres traditionelt med en murerhammer, men kan evt. gøres med en vinkelsliber. ½ -sten er en halvering af murstenen, så der opnås 2 stk. på 108x108 mm, 3/4-sten mangler den yderste fjerdedel, "petring" er en 1/4 af tværsiden og en "superpetring" eller mesterpetring er en mursten flækket på langs. Skaftet på en murerhammer tildeltes førhen ofte et hak til opmåling af murstenen, inden den afhuggedes til 3/4-sten. I vore dage bruges normalt en stenklipper.

## Typer af mursten
Foruden massive sten, leveres desuden gennemhullede sten ("mangehulsten") til forskellige formål. Til lydisolerende vægge anvendes lodret opmurede "mangehulsten", mens der til indervægge typisk anvendes vandret opmurede "mangehulsten".

### Farver
Gule mursten indeholder meget calciumkarbonat (CaCO3), røde mursten indeholder mere jernoxid (Fe2O3) og brunlige mursten brændes ved højere temperaturer.

### Kalksandsten
Kalksandsten er mursten, der ikke som de traditionelle mursten er lavet af ler, men er fremstillet af en blanding af brændt kalk, sand og vand, hvor der bruges ca. 10 gange så meget sand som kalk. Stenene har samme mål som andre mursten og er letgenkendelige på farven, som er helt hvid eller hvidgrå.

## Ekstern henvisning
- Dansk Ingeniørforenings norm for murværk, side 23: 5.5 Tildannelse af sten og riller Arkiveret 5. marts 2016 hos  Wayback Machine

- Wikimedia Commons har flere filer relateret til Mursten